# Jerzy Pawłowicz
Jerzy Pawłowicz ur. 25 grudnia 1929 w Wilnie, zm. 28 maja 2023 w Warszawie) – polski historyk ruchu robotniczego.

## Życiorys
Doktorat obronił 22 kwietnia 1964 w Uniwersytecie Mikołaja Kopernika w Toruniu (Strategia i taktyka PPR w walce o front narodowy; promotor: Witold Łukaszewicz). Pracował w Zakładzie Historii Partii przy KC PZPR, w Zakładzie Współczesnego Międzynarodowego Ruchu Robotniczego w ramach Instytutu Ruchu Robotniczego w Wyższej Szkole Nauk Społecznych przy KC PZPR i w Instytucie Historii Ruchu Robotniczego w Akademii Nauk Społecznych.
Został pochowany na Cmentarzu Komunalnym Północnym w Warszawie(kwatera C-IV-1, rząd 5, grób 21)

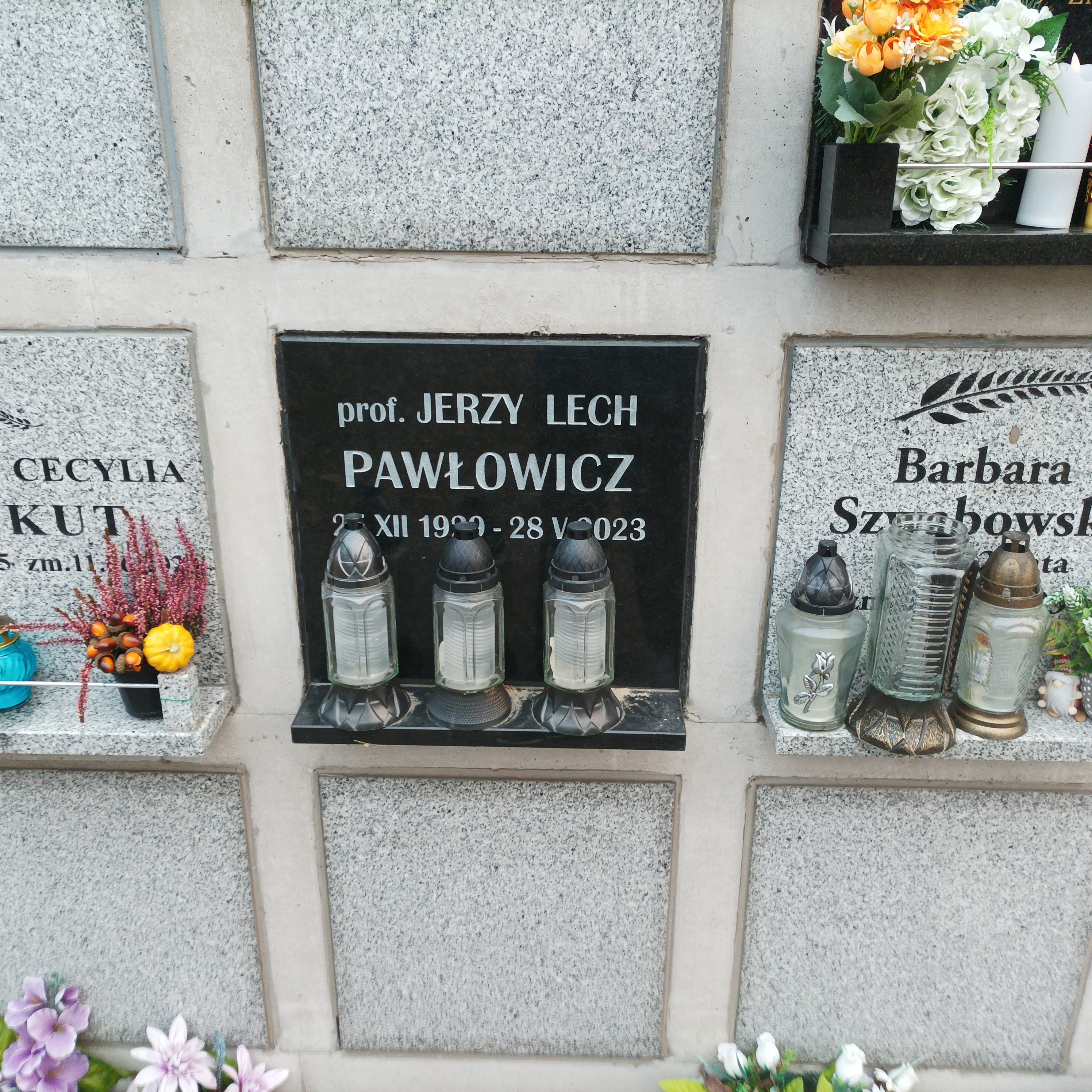
Grób Jerzego Pawłowicza na Cmentarzu Komunalnym Północnym w Warszawie

.

## Wybrane publikacje
- PPR organizatorem demokratycznego frontu narodowego w okresie decydujących walk o wyzwolenie kraju i władzę ludową : styczeń - lipiec 1944,Warszawa: Zakład Historii Partii przy KC PZPR 1961.
- Z dziejów konspiracyjnej KRN 1943-1944, Warszawa: "Książka i Wiedza" 1961.
- Strategia frontu narodowego PPR : III 1943-VII 1944, Warszawa: "Książka i Wiedza" 1965.
- Zarys historii międzynarodowego ruchu robotniczego i dziejów myśli socjalistycznej: wybrane problemy polityki partii komunistycznych rozwiniętych krajów kapitalistycznych po II wojnie światowej, Warszawa: Wyższa Szkoła Nauk Społecznych przy KC PZPR 1973.
- Rozwój międzynarodowego ruchu komunistycznego po II wojnie światowej, Warszawa: Wyższa Szkoła Nauk Społecznych przy KC PZPR 1974.
- (współautorzy: Janusz W. Gołębiowski, Andrzej Kurz) Podstawy ideologii i polityki PZPR, Warszawa: "Książka i Wiedza" 1975 (wyd. 2 - 1976).
- Międzynarodowy ruch robotniczy. T. 2, Lata 1945-1975, red nauk. Jerzy Pawłowicz, Warszawa: "Książka i Wiedza" 1976.
- Leninowska teoria rewolucji : historia i współczesność, red. naukowi Irena Koberdowa, Janusz Janicki, Jerzy Pawłowicz, Warszawa: Państ. Wydaw. Naukowe 1977.
- Międzynarodowy ruch komunistyczny: (wybór dokumentów), oprac. i red. Jerzy Pawłowicz, Piotr Sommerfeld, Warszawa: Wyższa Szkoła Nauk Społecznych przy KC PZPR 1977.
- Drogi walki o rewolucję socjalistyczną : ewolucja poglądów i polityka partii komunistycznych rozwiniętych krajów kapitalistycznych w latach 1945-1974, Warszawa: Państwowe Wydaw. Naukowe 1978.
- Wybrane problemy europejskiego ruchu robotniczego w latach siedemdziesiątych, pod red. Jerzego Pawłowicza i Jana Przewłockiego, Katowice: Wydaw UŚ 1978.
- PZPR - trwałym ogniwem międzynarodowego ruchu robotniczego i komunistycznego, Warszawa: WSNS 1979.
- PZPR w międzynarodowym ruchu robotniczym, Warszawa: "Książka i Wiedza" 1980.
- Internacjonalizm proletariacki, Warszawa: WSNS 1982.
- Komuniści Europy Zachodniej: działalność w latach siedemdziesiątych, red. nauk. Jerzy Pawłowicz, Warszawa: "KSiążka i Wiedza" 1983
- (współautor: Tadeusz Godlewski) Aktualne problemy międzynarodowego ruchu komunistycznego, Warszawa: "Książka i Wiedza" 1984.
- Międzynarodowy ruch robotniczy w latach 1975-1985. Cz. 1, Główne problemy międzynarodowego ruchu komunistycznego, Warszawa: ANS 1986.
- Węzłowe problemy współczesnego świata, Warszawa: "Książka i Wiedza" 1986.
- (współautorzy: Tadeusz Godlewski, Władysław Michalski) Międzynarodowy ruch robotniczy w latach 1975-1985. Cz. 3, Ruch komunistyczny i robotniczy w rozwiniętych krajach kapitalistycznych, Warszawa: ANS 1986.
- XXVII Zjazd KPZR o węzłowych problemach współczesnego świata, Warszawa: "Książka i Wiedza" 1986.
- Międzynarodowy ruch komunistyczny. Cz. 3, Wybór dokumentów 1981-1986, Warszawa: ANS 1988.
- Zachodnioeuropejski ruch robotniczy wobec pieriestrojki, pod red. nauk. Jerzego Pawłowicza, Warszawa: ANS 1989.

## Nagrody
- Nagroda "Trybuny Ludu" (zespołowa) dla autorów i redaktorów książki Międzynarodowy ruch robotniczy (1976)[4]